# Lost in the Stars: The Music of Kurt Weill
Lost in the Stars: The Music of Kurt Weill je tribute album, vydané v roce 1985. Několik hudebníků zde zahrálo skladby Kurta Weilla.

## Seznam skladeb
| Pořadí | Název                                                                          | Interpret                                                                   | Délka |
| ------ | ------------------------------------------------------------------------------ | --------------------------------------------------------------------------- | ----- |
| 1.     | Introduction from Mahagonny-Songspiel                                          | Steve Weisberg                                                              |       |
| 2.     | The Ballad of Mac The Knife                                                    | Sting a Dominic Muldowney                                                   |       |
| 3.     | The Cannon Song                                                                | The Fowler Brothers a Stan Ridgway                                          |       |
| 4.     | Ballad of the Soldier's Wife                                                   | Marianne Faithfull a Chris Spedding                                         |       |
| 5.     | Johnny Johnson Medley 1. Overture 2. Johnny's Melody 3. Aggie's Sewing Machine | Van Dyke Parks                                                              |       |
| 6.     | Alabama Song                                                                   | Ralph Schuckett, Richard Butler, Bob Dorough, Ellen Shipley a John Petersen |       |
| 7.     | Youkali Tango                                                                  | Armadillo String Quartet                                                    |       |
| 8.     | Der Kleine Leutnant Des Lieben Gottes                                          | John Zorn                                                                   |       |
| 9.     | September Song                                                                 | Lou Reed                                                                    |       |
| 10.    | Lost in the Stars                                                              | Carla Bley a Phil Woods                                                     |       |
| 11.    | What Keeps Mankind Alive?                                                      | Tom Waits                                                                   |       |
| 12.    | Surabaya Johnny                                                                | Dagmar Krause                                                               |       |
| 13.    | Oh Heavenly Salvation                                                          | Mark Bingham, Johnny Adams a Aaron Neville                                  |       |
| 14.    | Call From The Grave/Ballad In Which MacHeath Begs All Men For Forgiveness      | Todd Rundgren a Gary Windo                                                  |       |
| 15.    | Speak Low                                                                      | Charlie Haden a Sharon Freeman                                              |       |
| 16.    | In No Man's Land                                                               | Van Dyke Parks                                                              |       |
| 17.    | The Great Hall                                                                 | Henry Threadgill                                                            |       |
| 18.    | Johnny's Speech                                                                | Van Dyke Parks                                                              |       |
| 19.    | Klops Lied" (Meatball Song)                                                    | Elliott Sharp                                                               |       |
| 20.    | Hurricane Introduction                                                         | Mark Bingham                                                                |       |